# Hruzke, Bobrîneț
Hruzke (în ucraineană Грузьке) este un sat în comuna Kuibîșeve din raionul Bobrîneț, regiunea Kirovohrad, Ucraina.

## Demografie
Componența lingvistică a localității Hruzke
     Ucraineană (95,05%)
     Rusă (2,47%)
Conform recensământului din 2001, majoritatea populației localității Hruzke era vorbitoare de ucraineană (95,05%), existând în minoritate și vorbitori de rusă (2,47%) și armeană (2,12%).